# Höga kustenleden
Der Höga kustenleden ist ein 127 km langer Wanderweg im Weltnaturerbe-Gebiet Höga Kusten im Bereich zwischen Hornöberget in der Mündung des Ångermanälven und Varvsberget in Örnsköldsvik. Er ist in 13 Etappen mit jeweils mindestens einer Übernachtungsmöglichkeit unterteilt.

## Nachweise
1. ↑  High Coast / Kvarken Archipelago. UNESCO World Heritage Centre, 2016.